# تله سرعت
تله سرعت (به انگلیسی: Velocity Trap) یک فیلم تلویزیونی آمریکایی محصول سال ۱۹۹۹ به کارگردانی فیلیپ جی راث با بازی اولیویه گرونر، آلیسیا کوپولا و کن اولاند است.

## داستان
شخصیت اصلی، ری استوکس (اولیویر گرونر) یک افسر پلیسی که در یک مستعمره معدنی دوردست است که به‌طور فاسدی اداره می‌شود. او قبلاً همسرش دانا (آنا کارین) را به خاطر رئیس فاسدش، جان داوسون (کریگ واسون) از دست داده است، نه به دلیل شکست در رقابت عاشقانه، بلکه به عنوان بخشی از معامله ای برای پرداخت هزینه‌های پزشکی دختر مرده خود…